# 陳宏昌
陳宏昌（1956年3月2日—）是臺灣新北蘆洲出身的政治人物，為本土派政治人物、三重幫「陳家班」大老陳萬富的兒子、林榮三的外甥，曾經代表中國國民黨蟬聯多屆立法委員。1995年，從洪敏泰手中買下泰瑞電子，成為泰瑞電子董事長兼總經理。
2019年8月12日，因批評國民黨總統候選人韓國瑜「整天打麻將，整天吃喝玩樂，整天抱女人」，被國民黨蘆洲區黨部和新北市黨部決議開除黨籍，結果將上報黨中央決議。2019年8月14日，國民黨中常會無異議通過開除陳宏昌黨籍決議。

## 經歷
- 第2－5屆中華民國立法委員
- 中國國民黨立法院工作會副主任
- 中國國民黨立法院內政與邊政委員會委員長
- 新北市蘆洲區湧蓮寺主任委員[3]
- 中國國民黨立法院工作會副主任

## 外部連結
- 立法院全球資訊網－立法委員－陳宏昌委員簡介 （页面存档备份，存于）